# Clementina Hegewisch
Clementina Hegewisch (* 1959 in Hamburg) ist eine deutsche Filmproduzentin.

## Beruflicher Werdegang
Clementina Hegewisch wuchs in Hamburg auf und studierte nach dem Abitur im Jahr 1977 von 1978 bis 1983 Psychologie in Hamburg und London, was sie mit dem Diplom abschloss.
Beginnend im Jahr 2000 leitete Clementina Hegewisch mit Laurens Straub die Next Film Filmproduktion GmbH & Co. KG in Berlin. Nach Laurens Straubs Tod im Jahr 2007 führte sie das Unternehmen allein. Von 2016 bis 2023 war sie Geschäftsführerin der Neue Impuls Film Produktionsgesellschaft mbH in Hamburg. Zudem ist sie seit dem Jahr 2000 Mitinhaberin und Geschäftsführerin der Green Door Bar in Berlin. Hegewisch ist Mitglied der Deutschen Filmakademie.
Von Mai 2017 bis zu seinem Tod war Hegewisch mit dem ungarischen Filmregisseur Zoltan Paul verheiratet, mit dem sie an zahlreichen Filmprojekten als Produzentin zusammenarbeitete. Im semidokumentarischen Roadmovie Breakdown in Tokyo verkörperte sie als Produzentin Emma die langjährige Lebensgefährtin Pauls in seiner Rolle als Lászlo Kovács.

## Filmografie

### Produktion
- 2002: Führer Ex, Regie: Winfried Bonengel
- 2005: Max und Moritz Reloaded, Regie: Thomas Frydetzki und Annette Stefan
- 2005: Coffee Beans for a Life – Mein Überleben in Kolbuszowa, Regie: Helga Hirsch
- 2008: Schattenwelt, Regie: Connie Walther
- 2009: Unter Strom, Regie: Zoltan Paul
- 2012: Frauensee, Regie: Zoltan Paul
- 2014: Amok – Hansi geht’s gut, Regie: Zoltan Paul
- 2018: Breakdown in Tokyo, Regie: Zoltan Paul
- 2018: Als Hitler das rosa Kaninchen stahl, Regie: Caroline Link
- 2017: Nur ein Augenblick, Regie: Randa Chahoud
- 2023: Überleben in Brandenburg, Regie: Ben von Grafenstein

### Drehbuch
- 1996–2019: Alarm für Cobra 11[5]
- 2001: Prüfstand 7, Regie: Robert Bramkamp

## Preise
- 2020: Deutscher Filmpreis in der Kategorie Bester Kinderfilm für Als Hitler das rosa Kaninchen stahl